# Bitter Fruit (film fra 1920)
Bitter Fruit er en amerikansk stumfilm fra 1920 af Will H. Bradley.